# Kaldanija
Kaldanija (en italien : Caldania) est une localité de Croatie située en Istrie, dans la municipalité de Buje, dans le comitat d'Istrie. En 2001, la localité comptait 126 habitants.

## Démographie
| 1948 | 1953 | 1961 | 1971 | 1981 | 1991 | 2001 |
| ---- | ---- | ---- | ---- | ---- | ---- | ---- |
| 322  | 275  | 215  | 217  | 261  | 308  | 126  |